# Soputan
Soputan är en aktiv vulkan i Indonesien.   Det ligger i provinsen Sulawesi Utara, i den nordöstra delen av landet, 2 100 km öster om huvudstaden Jakarta. Toppen på Soputan är 1 784 meter över havet.
Terrängen runt Soputan är huvudsakligen kuperad, men åt sydost är den bergig. Soputan är den högsta punkten i trakten. Runt Soputan är det ganska tätbefolkat, med 160 invånare per kvadratkilometer. I omgivningarna runt Soputan växer i huvudsak städsegrön lövskog.